# 허유전
허유전(許有全, 1243년~1323년)은 고려의 문신이다.

## 생애
1263년에 과거에 급제한 그는 이후 재추에 오르고 가락군에 봉해지고 최고위직인 정승까지 되었다. 또한 유배를 떠난 충선왕을 고려로 귀환시키려고 했지만 심양왕과 그 일파의 방해로 실패하게 되었다.